# Antonio Allocchio
Antonio Allocchio (ur. 20 września 1888 w Paitone, zm. 18 lipca 1956 w Serle) – włoski szermierz, złoty medalista olimpijski.
Na igrzyskach olimpijskich w Antwerpii w 1920 roku Włosi w składzie: Aldo Nadi, Nedo Nadi, Abelardo Olivier, Giovanni Canova, Dino Urbani, Tullio Bozza, Andrea Marrazzi, Antonio Allocchio, Tommaso Costantino i Paolo Thaon di Revel zdobyli złoty medal w szpadzie drużynowej. W turnieju indywidualnym nie wystąpił. Był to jego jedyny start olimpijski.
Nie zdobył medalu mistrzostw świata.